# Hajany, Strakonice
Hajany là một làng thuộc huyện Strakonice, vùng Jihočeský, Cộng hòa Séc.